# Luce Fabbri
Luce Fabbri (Roma, 25 luglio 1908 – Montevideo, 19 agosto 2000) è stata una scrittrice e anarchica italiana.

## Biografia
Luce Fabbri nasce a Roma il 25 luglio 1908, figlia di Bianca Sbriccoli e di Luigi Fabbri, insegnante e celebre teorico anarchico - libertario, nonché collaboratore di Errico Malatesta.
Dall'età di due anni e per i successivi quattro vive con i nonni, durante il periodo in cui il padre è esule in Svizzera in seguito alla Settimana rossa.
Nel 1926, a causa del consolidarsi del regime fascista, il padre lascia clandestinamente l'Italia per Parigi dove sarà raggiunto dalla moglie nel 1927. Nello stesso anno il fratello minore Vero si trasferisce a Roma per lavoro.
Per i successivi due anni Luce rimane dunque sola a Bologna, ospite in ambienti socialisti. In quel periodo è accolta in casa di Enrico Bassi, socialista turatiano e amico dei fratelli Ugo Guido e Rodolfo Mondolfo; e a Bassi medesimo Rodolfo Mondolfo affiderà poi le proprie carte quando, nel 1939, sarà costretto ad espatriare in Argentina per la legge razziale che gli impedirà di occupare cariche pubbliche poiché ebreo.
Nel 1928 Luce si laurea in Lettere presso l'Università di Bologna con il massimo dei voti, discutendo una tesi su Élisée Reclus e la Comune di Parigi. Tra i professori della commissione era presente anche lo stesso Rodolfo Mondolfo, "che è stato quasi un secondo padre per me in quei due anni che ero rimasta sola", che incontrerà nuovamente anni dopo, anch'esso esule antifascista in Sud America.
Dopo un breve soggiorno di venti giorni a Roma a metà novembre del 1928 parte avventurosamente per la Francia, per raggiungere i genitori a Parigi; lo fa aiutata dal ferroviere Giuseppe Peretti, di Bellinzona, che le fa passare la frontiera Svizzera registrandola sul passaporto come sua moglie.
Dalla Francia si sposta presto in Belgio, a causa di un decreto di espulsione contro il padre emesso dal governo francese; e dopo breve tempo, nel 1930, emigra con i genitori a Montevideo in Uruguay, dove per un mese sono ospiti in casa del fiorentino Moscallegra, pseudonimo di Aratari.
A Montevideo Luce fa i primi passi in quella che sarà la sua professione, inizia infatti a dare lezioni private di Italiano, Latino e Greco. In seguito vincerà un concorso per l'insegnamento della storia nelle scuole secondarie, poi sarà lettrice di italiano presso la Facoltà di Lettere appena istituita e in seguito, nel '49, otterrà la docenza di Letteratura italiana, "per me l'insegnamento era parte del mio lavoro militante, l'ho sempre considerato come un momento del mio lavoro di anarchica".
Qui con la sua collaborazione il padre Luigi si dedica alla rivista Studi Sociali, curando inoltre la pagina in lingua italiana della rivista La Protesta e pubblicando anche, fino al settembre del 1930, alcuni articoli su altre riviste tra cui La Pluma.
Il colpo di stato militare di Uriburu del 1930 in Argentina ha come conseguenza un esodo di rifugiati politici argentini in Uruguay. In questo primo periodo a Montevideo Luce, poco più che ventenne, frequenta le organizzazioni sindacali, collabora con il Comitato contro la dittatura in America, con un Gruppo anarchico femminile per il sostegno dei detenuti politici e con un Gruppo studentesco giovanile libertario. Con questo partecipa ad un congresso antimilitarista, indetto dai comunisti, contro la guerra del Chaco. In questo congresso stringe amicizia con Simón Radowitzky da poco sbarcato a Montevideo dopo esser stato espulso dal suolo argentino.
L'intensa attività d'insegnamento non le impedisce di dedicarsi alla militanza e alla cura di Studi Sociali che pubblicherà fino al 1946.
Verso la seconda metà degli anni sessanta, mentre in Uruguay si delinea un periodo di forte tensione interna, caratterizzata dalla lotta armata dei Tupamaros e dalla conseguente dura reazione della classe dirigente che avrebbe portato alla dittatura militare protrattasi dal 1974 al 1986, Luce dedica le proprie attività alla militanza nel movimento locale, pur non trascurando contatti con gli ambienti italiani e internazionali.
In particolare s'impegna in un movimento pedagogico per la riforma autonomistica della scuola secondaria; Luce vive questa sua attività come parte integrante e del suo concreto impegno politico in senso libertario, un impegno che la vede critica nei confronti della scelta della lotta armata: "Conoscevo degli studenti che si erano arruolati nei Tupamaros, volevo loro bene e sapevo che erano la parte migliore della gioventù uruguayana e che si sarebbe bruciata in quell'esperienza. Secondo me si sbagliavano, però è andata così.". Una posizione la sua che riflette il clima di quel periodo, agitato dalle diverse posizioni prese nell'ambito del movimento nei confronti dei Tupamaros e della Rivoluzione Cubana.
Fino al giorno della morte, avvenuta il 19 agosto del 2000, vive a Montevideo in J. J. Rousseau 3659, nella casa costruita dal suo compagno friulano, Ermacora Cressatti, muratore anarchico anch'egli esule dal fascismo.

## Opere

### Scritti politici
- Camisas negras, Ediciones Nervio, Buenos Aires 1935;
- (con lo pseudonimo Luz D. Alba), 19 de julio. Antologia de la revolucion espanola, Coleccion Esfuerzo, Montevideo 1937;
- (con Diego Abad de Santillan), Gli anarchici e la rivoluzione spagnola, Carlo Frigerio Editore, Lugano 1938;
- La libertà nelle crisi rivoluzionarie, Edizioni Studi Sociali, Montevideo 1947;
- El totalitarismo entre las dos guerras, Ediciones Union Socialista Libertaria, Buenos Aires 1948;
- L'anticomunismo, l'antimperialismo e la pace, Edizioni di Studi Sociali, Montevideo 1949;
- La strada, Edizioni Studi Sociali, Montevideo 1952;
- Sotto la minaccia totalitaria, Edizioni RL, Napoli 1955;
- Problemi d'oggi, Edizioni RL, Napoli 1958;
- La libertad entre la historia y la utopia, Ediciones Union Socialista Libertaria, Rosario 1962;
- El anarquismo: mas alla' de la democracia, Editorial Reconstruir, Buenos Aires 1983;
- Luigi Fabbri. Storia d'un uomo libero, BFS, Pisa 1996;
- Una strada concreta verso l'utopia, Samizdat, Pescara 1998;
- La libertad entre la historia y la utopia. Tres ensayos y otros textos del siglo XX, Barcelona 1998.

### Volumi di poesia
- I canti dell'attesa, M. O. Bertani, Montevideo 1932;
- Propinqua Libertas, Bfs, Pisa 2005.

### Scritti di storia e di critica letteraria
- L'influenza della letteratura italiana sulla cultura rioplatense (1810-1853), Ediciones Nuestro Tiempo, Montevideo 1966;
- L'influenza della letteratura italiana sulla cultura rioplatense (1853-1915), Editorial Lena & Cia. S. A., Montevideo 1967;
- La poesia de Leopardi, Instituto Italiano de Cultura, Montevideo 1971;
- Machiavelli escritor, Instituto Italiano de Cultura, Montevideo 1972;
- La Divina Comedia de Dante Alighieri, Universidad de la Republica, Montevideo 1994.

Molto importante è anche la sua vasta produzione saggistica sulla "Revista de la Facultad de Humanidad y Ciencias" di Montevideo, nonché le notevoli traduzioni e commenti delle opere di Malatesta e di Fabbri.

## Opere su Luce Fabbri
- Federico Ferretti, “Reading Reclus between Italy and South America: translations of geography and anarchism in the work of Luce and Luigi Fabbri”, Journal of Historical Geography, 53 (2016), pp. 75–85, http://www.sciencedirect.com/science/article/pii/S0305748816300445
- Margareth Rago. TRA LA STORIA E LA LIBERTA'. Luce Fabbri e l'anarchismo contemporaneo. Milano: Zero in condotta, 2008, pp. 320. ISBN 978-88-95950-02-0